# Ampithoe mea
Ampithoe mea är en kräftdjursart. Ampithoe mea ingår i släktet Ampithoe och familjen Ampithoidae. Inga underarter finns listade i Catalogue of Life.